# ČSD-Baureihe S 479.1
Die ČSD-Baureihe S 479.1 war eine vierachsige elektrische Versuchslokomotive der Tschechoslowakischen Staatsbahn (ČSD) für das 25-kV-Wechselstromsystem im Süden und Westen der einstigen Tschechoslowakei. Sie diente dem Hersteller Škoda in Plzeň als Versuchsträger für eine spezielle Gleichrichterbauart, den sogenannten ignitronen Gleichrichter.

## Geschichte
Ende der 1950er Jahre plante Škoda in Plzeň, Lokomotiven für den damaligen Rat für gegenseitige Wirtschaftshilfe zu liefern. Es entstanden zwei Versuchslokomotiven der ČSD-Baureihe S 479.0. Diese hatten Gleichrichter aus Quarzkieselwerkstoff. Die BDŽ forderten für ihre Lokomotiven sogenannte ignitrone Gleichrichter, wie sie bei der SŽD-Baureihe F verwendet wurden. So entstanden zwei Versuchslokomotiven mit diesen Bauformen.
Später wurde entschieden, diese Bauform von Gleichrichtern nicht weiter zu verwenden, so dass die ČSD 1966 die Maschinen ausmusterte. Die S 479.101 diente später als Erprobungsträger für eine Thyristorsteuerung. 1988 wurde sie verschrottet. Die zweite Lokomotive, die als E 479.102 fuhr, wurde um 1990 verschrottet.

## Technische Merkmale
Bis auf die Gleichrichter sind die Lokomotiven nahezu identisch mit der Reihe S 479.0. Die Lokomotiven hatten einen Lokkasten mit vier Einstiegen, wie er bei den Gleichstromlokomotiven der Reihe E 469.2 sowie den Wechselstromlokomotiven der Reihe S 499.02 verwendet wurde.